# Rosalyn Landor
Rosalyn Landor (* 7. Oktober 1958 in Hampstead, einem Stadtteil des London Borough of Camden) ist eine englische Schauspielerin.
Landor wurde in der Royal Ballet School ausgebildet und begann 1968 ihre Karriere im Alter von 10 Jahren in dem Horrorfilm Die Braut des Teufels der Hammer-Filmproduktion.
Bekannt wurde sie durch Rollen in Fernsehserien wie Matlock und Raumschiff Enterprise: Das nächste Jahrhundert (als „Brenna O'Dell“ in der Episode Der Planet der Klone).
Rosalyn Landor lebt heute in Los Angeles, wo sie Disneyproduktionen (beispielsweise Die Unglaublichen – The Incredibles) und Random-House-Hörbüchern ihre Stimme leiht.
Sie hat zwei Töchter, Arielle und Sophia.

## Filmografie (Auswahl)
- 1968: Die Braut des Teufels (The Devil Rides Out)
- 1972: Die Wunder des Herrn B (The Amazing Mr. Blunden)
- 1973: Seine Scheidung, ihre Scheidung (Divorce His, Divorce Hers, Fernsehfilm)
- 1980: Guardian of the Abyss (Fernsehserie, eine Folge)
- 1982: Kleine Gloria – Armes reiches Mädchen (Little Gloria... Happy at Last)
- 1984: Sherlock Holmes (The Adventures of Sherlock Holmes, Fernsehserie, Episode Das gefleckte Band)
- 1985: Merlin und das Schwert (Arthur the King, Fernsehfilm)
- 1990: Todfreunde – Bad Influence (Bad Influence)